# エリスロシン
エリスロシン (erythrosine) は、食用タール色素に分類される、赤色の合成着色料の1つである。赤色3号（あかいろさんごう）の通称でも呼ばれる。食品添加物としてE番号の「E127」が与えられてはいるものの、生体に有害である可能性が疑われており、食品に対して使用禁止措置を講じている地域も存在する。

## 構造と性質
エリスロシンの分子式はC20H8I4O5であり、分子量は約835.9である。エリスロシンが有するフェノール性水酸基も含めてナトリウム塩にした場合は、C20H6I4Na2O5なので、その分子量は879.9である。なお、一般的にナトリウムなどの塩化合物の形にすると、水溶性が向上する。
エリスロシンは有機ヨウ素化合物である。さらに、その構造から明らかなように、分子内に π 電子雲が広がっており、その吸光波長がヒトの可視光の領域にも存在するため、色素にして利用される。具体的には、常温常圧でエリスロシンは赤色から褐色の固体として存在し、その水溶液の吸光波長の極大は524 nm から528 nm に存在する。ただし、光に対して、やや不安定であり、直射日光などに曝されると、色調が変化してゆくなどの欠点を有する。
またエリスロシンは、酸性条件で、やや不安定であり、酸性領域では水溶性が一気に低下するだけでなく、色が薄くなるという欠点を有する。一方で、熱に対しては比較的安定であり、還元剤に対しても比較的安定である。
さらに、エリスロシンはタンパク質と結合し易く、そのため、タンパク質の染色に用いると、着色された状態が保たれやすいという特徴も有する。

## 危険性
エリスロシンがタンパク質に結合し易いという特徴を有しているため、摂取すると、生体のタンパク質にも影響を与える可能性が考えられてきた。動物実験の結果では、マウスに対して経口投与した場合のLD50は、6.8 (g/kg)であった。また、ラットに対して経口投与した場合のLD50は、2 (g/kg)以上であろうと推定された。そのラットに対して、2年間にわたって、エリスロシンを5パーセント添加した飼料を与えた結果、ラットの成長に悪影響を与える事が判明した。なお、エリスロシンを2.5パーセント添加した飼料を、ラットなどに1年間程度与えても、悪性腫瘍の発生は見られなかったという。しかしながら、雄のラットに対してエリスロシンを大量に与えた場合には、甲状腺腫瘍が発生したとの報告も存在する。なお、マウスによる同様の高用量投与では腫瘍の発生が見られず、ラットにおける腫瘍の原因はラットに特有のホルモン機構によるものであることがわかっている。
なお、日本の厚生省はエリスロシンを天然に存在しない添加物に分類したものの、日本では食品添加物としての使用が認められている。一方で、ドイツやポーランドなどでは、食品添加物としてエリスロシンの使用が禁止されている。米国でもFDAがラットを使った実験で発がん性が確認されたことを受け、化粧品と外用薬については1990年から赤色3号の使用を禁止していた。しかし赤色3号がラットのがんを引き起こす仕組みは人間では発生しないことから、こうした研究は安全上の懸念を生じさせないとして、この時点では食品への使用許可は取り消さなかった。食品薬品及び化粧品法のデラニー条項「人にがんを引き起こすことがわかった、または、試験によって、動物にがんを引き起こすことがわかった化学的添加物の食品への使用を食品医薬局長官は承認してはならない」の「動物にがんを引き起こす」に該当することから、ラットでの発がん性はラット特有の事情に由来するものであって人間にがんを引き起こすことは知られていないものの、アメリカでは2027年1月からは食品添加物としての使用は禁止になる。

## 用途
エリスロシンは、工業製品用の着色料として使用される場合がある。また、地域によっては、食品添加物の着色料としても使用される場合がある。
食品用の着色料として使用する場合には、エリスロシンが耐熱性に優れているという特徴を活かして、焼き菓子の着色に用いたり、耐還元性に優れているという特徴を活かして、醗酵食品などの着色に用いたりする。さらに、エリスロシンはタンパク質への染着性が良いため、蒲鉾などの動物肉製品の染色にも用いられる。
一方で、酸性領域ではエリスロシンが無色化するため、例えば炭酸飲料や、酸味を付けた飴など、酸性の強い食品には使用できない。